# Moosch
Moosch är en kommun i departementet Haut-Rhin i regionen Grand Est (tidigare regionen Alsace) i nordöstra Frankrike. Kommunen ligger i kantonen Saint-Amarin som tillhör arrondissementet Thann. År 2022 hade Moosch 1 612 invånare.

## Befolkningsutveckling
Antalet invånare i kommunen Moosch
| Referens: INSEE |